# Stammliste des Hauses Hanau-Hořovice
Stammliste des Hauses Hanau-Hořovice (der Fürsten von Hanau zu Hořowice, Grafen von Schaumburg) mit den in der Wikipedia vertretenen Personen und wichtigen Zwischengliedern:

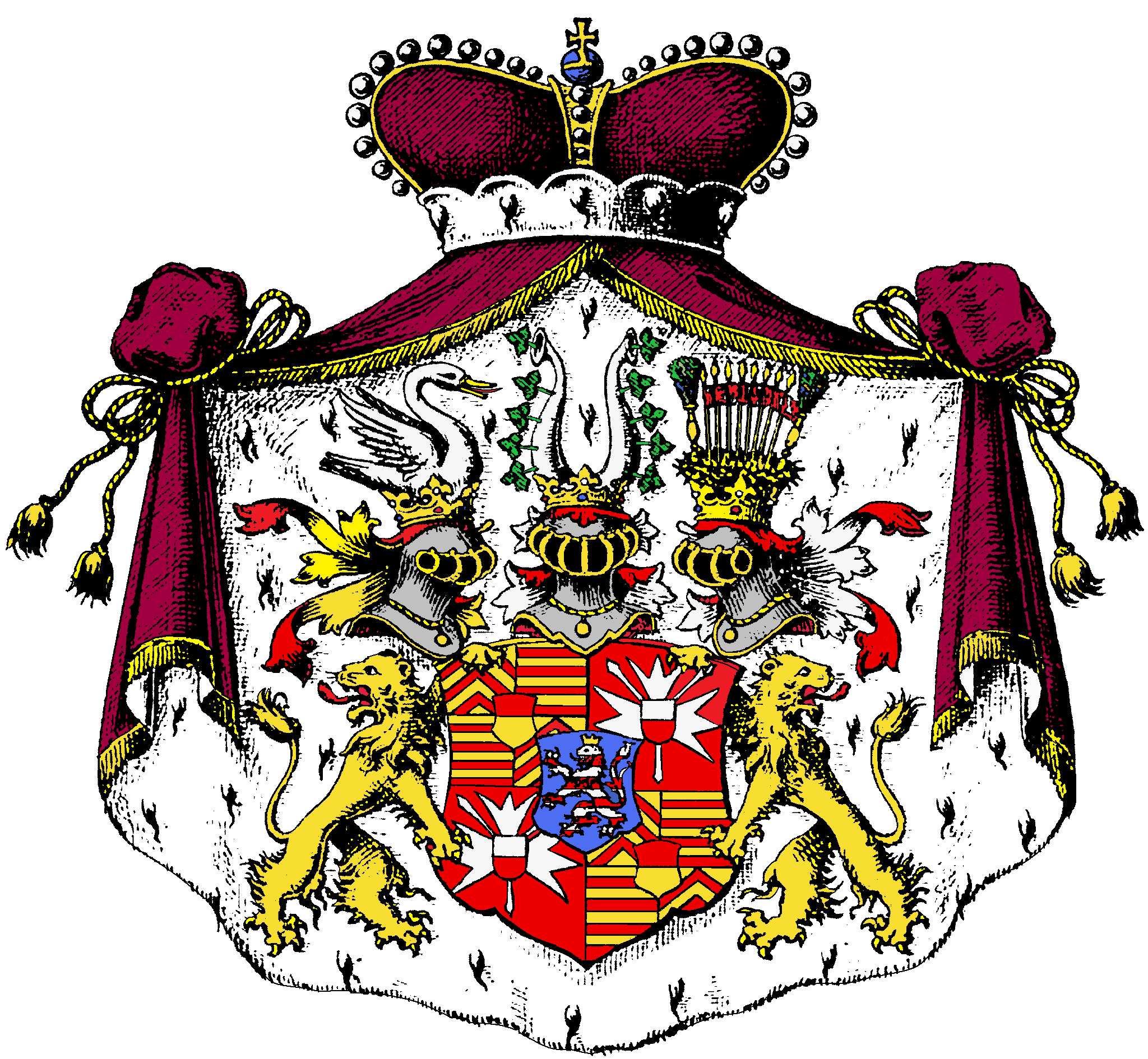
Das Wappen der Fürsten von Hanau, Grafen von Schaumburg

1. Friedrich Wilhelm I. von Hessen-Kassel (1802–1875), ⚭ (morganatisch) Gertrude Lehmann (1803–1882), Tochter von Gottfried Falkenstein; Vorfahren siehe (Linie Hessen-Kassel)
  1. Friedrich Wilhelm (1832–1889) ⚭ I) 1856 Auguste Birnbaum (1837–1862); ⚭ II) 1875 Ludowika Glöde (1840–1912) „Gräfin von Schaumburg“
    1. II) Friedrich August (1864–1940); ⚭ I) 1899 (o|o 1922) Hildegard Almásy de Zsadány et Törökszentmiklós (1879–1933); ⚭ II) 1932 Ernestine Detzer (1894–1978)
      1. I) Friedrich Wilhelm Heinrich, 5. Fürst von Hanau Graf von Schaumburg, Letzter Fideikomissherr des Majorates Hořovice (1900–1971); ⚭ 1921 Maria Therese Gräfin  Fugger von Babenhausen (1899–1994), Besitzerin  von Schloss Meiselberg in Kärnten
        1. Friedrich Wilhelm Carl-Heinrich, 6. Fürst von Hanau Graf von Schaumburg (1923–1998) ⚭ 1948 Maria Antonia Strachwitz von Gross-Zauche und Camminetz (1922–2005)
          1. Franziska Prinzessin von Hanau Gräfin von Schaumburg  (* 1954)  ⚭ I) 1974 (o|o 1986) Rupert Graf Strachwitz von Gross-Zauche und Camminetz (* 1947); ⚭ II) 1988 John Scarisbrick (* 1948)
          2. Philipp, 7. Fürst von Hanau Graf von Schaumburg (* 1959) ⚭ 1987 Julia Schelkopf (* 1962)
            1. Tassilo (* 1987)
            2. Philippa (* 1989)
            3. Thaddäus (* 1995)

        2. Friedrich Wilhelm Leopold Tassilo Prinz von Hanau Graf von Schaumburg, (1924–1997) ⚭ 1949 Marie Alice  Freiin von Loudon (1919–1984)
          1. Friederike Wilhelmine Prinzessin von Hanau Gräfin von Schaumburg (* 1953) ⚭ 1981 Manfred Leo Ritter Mautner von Markhof (* 1952)
          2. Friedrich Wilhelm Heinrich Prinz von Hanau Graf von Schaumburg (* 1956) ⚭ I) 1980 (o|o 1988) Bianca Kyd von Rebenburg (* 1953); ⚭ II) 2011 Magda Juliana Gomes da Silva (* 1978)
            1. I) Marie Sophie (* 1981)
            2. I) Tatjana Natasha (* 1994)
            3. II) Yasmin (* 2012)
            4. II) Iris (* 2017)

        3. Eleonore Prinzessin von Hanau Gräfin von Schaumburg (* 1925) ⚭ I) 1946 (o|o 1954) Bela Spanyi (* 1921); ⚭ II) 1959 (o|o 1976) Herbert Joost (* 1908)
        4. Friedrich Wilhelm  Prinz von Hanau Graf von Schaumburg (* 1927) ⚭ 1954 Maria von Kossaczky (* 1924)
          1. Friedrich Wilhelm Christoph (* 1956) ⚭ 1987 Candace McDonnell (* 1954)
            1. Victoria Marie Therese (* 1990)
            2. Maximilian (* 1993)

      2. I) Tassilo Karl Friedrich Wilhelm Prinz von Hanau Graf von Schaumburg (1901–1932)
      3. I) Hildegard Maria (1903–1990) ⚭ I); 1922 (o|o 1928) Karl Max von Sandizell (1895–1962); ⚭ II) 1928 (o|o 1941) Wulf-Diether zu Castell-Rüdenhausen (1905–1980)
      4. I) Emerentia (1913–1986) ⚭ 1933 Ludwig von Montgelas (1907–1982)

    2. I) Ludwig (1872–1940)

  2. Augusta (1829–1887) ⚭ 1849 Ferdinand Maximilian III zu Isenburg-Büdingen (1824–1903)
  3. Alexandrine (1830–1871) ⚭ 1851 Felix zu Hohenlohe-Öhringen (1818–1900)
  4. Moritz, 1. Fürst von Hanau (1834–1889) ⚭ 1875 Anne von Loßberg (1829–1876)
  5. Wilhelm, 2. Fürst von Hanau (1836–1902) ⚭ I) 1866 (o|o 1868) Prinzessin Elisabeth zu Schaumburg-Lippe (1841–1926) ⚭ II) 1890 Elisabeth zur Lippe-Weißenfeld (1868–1952)
  6. Maria (1839–1917); „Prinzessin von Ardeck“ ⚭ 1857 (o|o 1872) Wilhelm von Hessen-Philippsthal-Barchfeld (1831–1890)
  7. Karl, 3. Fürst von Hanau (1840–1905) ⚭ 1882 Hermine Grote (1859–1939)
  8. Heinrich 4. Fürst von Hanau (1842–1917) ⚭ 1917 Martha Rieger (1876–1943)
  9. Philipp (* 1844; † 1914) ⚭ 1875 Albertine Hubatschek-Stauber (1840–1912), „Gräfin von Schaumburg“
    1. Philipp (1868–1890), „Graf von Schaumburg“
    2. Friedrich (1875–1898), „Graf von Schaumburg“
    3. Karl August (1878–1905), „Graf von Schaumburg“ ⚭ 1901 Anna von Böchmann, geb. von Trott zu Solz (1870–1942)
      1. Albertine (1902–1935), ⚭ Edwin Graf von Rothkirch und Trach (1888–1980)
      2. Marie Luise (1903), ⚭ Hans Treusch von Buttlar-Brandenfels (1885–1946)